# Phylica polifolia
Phylica polifolia (tiếng Anh thường gọi là Rosemary hoặc Saint Helena Rosemary) là một loài thực vật thuộc họ Rhamnaceae. Đây là loài đặc hữu của Saint Helena. Môi trường sống tự nhiên của chúng là vùng nhiều đá và vùng bờ biển nhiều đá.